# Pavľany
Pavľany (em húngaro: Szepesszentpál; alemão: Sankt Paul) é um município da Eslováquia, situado no distrito de Levoča, na região de Prešov. Tem 7,71 km² de área e sua população em 2018 foi estimada em 49 habitantes.

## Demografia
| Ano:        | 1994 | 2004    | 2014    | 2024    |
| ----------- | ---- | ------- | ------- | ------- |
| Broj ljudi: | 118  | 81      | 53      | 43      |
| Razlika:    |      | -31,35% | -34,56% | -18,86% |

| Ano:               | 2023 | 2024 |
| ------------------ | ---- | ---- |
| Número de pessoas: | 43   | 43   |
| Diferença:         |      | +0%  |